# خليد بن قيس
خليد بن قيس بن النعمان بن سنان الخزرجي الأنصاري صحابي جليل من قبيلة الخزرج من الأنصار شهد مع النبي محمد ﷺ غزوة بدر وغزوة أحد. وقال ابن عبد البر: «هو خليدة بن قيس في رواية موسى بن عقبة وأبو معشر المدني وخليد بن قيس في رواية ابن إسحاق والواقدي».